# Michajły
Michajły (biał. Міхайлы; ros. Михайлы) – wieś na Białorusi, w obwodzie grodzieńskim, w rejonie świsłockim, w sielsowiecie Porozów.
W dwudziestoleciu międzywojennym wieś leżała w Polsce, w województwie białostockim, w powiecie wołkowyskim, w gminie Izabelin. 16 października 1933 utworzyła gromadę Machajły w gminie Izabelin. Po II wojnie światowej weszła w struktury ZSRR.